# Барбара Кингсолвер
Барбара Кингсолвер (енгл. Barbara Kingsolver; Анаполис, Мериленд, 8. априла 1955), америчка је књижевница и политичка активисткиња.

## Биографија
Барбара Кингсолвер је одрасла у руралном Кентакију и кратко је живела у Африци у раном детињству, где јој је отац био сеоски лекар. Дипломирала је биологију на Де Пау универзитету, Индијана. Путовала је и радила по Европи, а затим се вратила у САД. Магистрирала је биологију и екологију на Универзитету у Аризони, где се и запослила као писац научних чланака.
Године 2004. преселила се са породицом на фарму у округу Вашингтон, Вирџинија, где тренутно живе, на сеоском имању у јужним Апалачима.
Први роман Какаовац (The Bean Trees) је објавила 1988. године. Следе романи Снови животиња (Animal Dreams) 1990, Свиње на небу (Pigs in Heaven) 1993, Библија отровне маслине (The Poisonwood Bible) 1998, Бујно лето (Prodigal Summer) 2000, The Lacuna 2009, Flight Behavior 2012, In Unsheltered 2018.  Осим романа Барбара Кингсолвер је објавила и неколико збирки есеја од којих су најзначајније Плима у Тусону: Есеји од сада или никад (High Tide in Tucson: Essays from Now or Never) 1995, Мала чуда: есеји (Small Wonder) 2002, и Животиња, поврће, чудо (Animal, Vegetable, Miracle: A Year of Food Life) 2007.
Објавила је и збирке кратких прича, Домовина и друге приче 1989, Друга Америка 1991, као и збирке поезије.

## Дела

### Романи
- Какаовац (The Bean Trees), 1988.
- Снови животиња (Animal Dreams), 1990.
- Свиње на небу (Pigs in Heaven), 1993.
- Библија отровне маслине (The Poisonwood Bible), 1998.
- Бујно лето (Prodigal Summer), 2000.
- The Lacuna, 2009.
- Flight Behavior, 2012.
- Unsheltered, 2018.

### Есеји
- Плима у Тусону: Есеји од сада или никад (High Tide in Tucson: Essays From Now or Never), 1995.
- Мала чуда: есеји (Small Wonder), 2002.

### Поезија
- Another America/Otra América, 1992.
- How to Fly (In Ten Thousand Easy Lessons), 2020.

### Приче
- Домовина и друге приче (Homeland and Other Stories), 1989.
- Друга Америка 1991.

### Документарна литература
- Holding the Line: Women in the Great Arizona Mine Strike of 1983, 1989.
- Last Stand: America's Virgin Lands, 2002.
- Животиња, поврће, чудо (Animal, Vegetable, Miracle: A Year of Food Life), 2007.

## Награде
Године 2010. награђена је Женском наградом за белетристику, а 2000. године награђена је Националном медаљом за хуманистичке науке. Номинована је за ПЕН/Фолкнерову награду и Пулицерову награду.
Године 2000. године је основала награду Bellwether која има цињ да подржи „књижевност друштвених промена“.